# 阿德爾伯特 (密蘇里州)
阿德爾伯特（英語：Adelbert）是位於美國密蘇里州華盛頓縣的鬼鎮。

## 歷史
阿德爾伯特的郵局於1922年設立，其後於1925年停運。

## 地理
阿德爾伯特所處的海拔為高於海平面252米（即827英呎），而該地所採用的時區為UTC-6，即北美中部時區（CST）。同時該地設有夏令時間，為UTC-6調快一小時，即UTC-5（CDT）。